# 浅羽主馬
浅羽 主馬（あさば しゅめ、生没年不詳）は、江戸時代中期の砲術家。名は政庸。

## 経歴・人物
中島流砲術を中島長盛より学び、浅羽流を興す。子の筈之助が浅羽流を継ぐ。